# Paramuricea biscaya
Paramuricea biscaya är en korallart som beskrevs av Manfred Grasshoff 1977. Paramuricea biscaya ingår i släktet Paramuricea och familjen Plexauridae. Inga underarter finns listade i Catalogue of Life.